# Federico I de Dinamarca
Federico I (Haderslev, 7 de octubre de 1471-Schleswig, 10 de abril de 1533) fue rey de Dinamarca y Noruega (1523-1533). Fue el último hijo de Cristián I de Dinamarca y de Dorotea de Brandeburgo.
Llegó al poder por una rebelión del clero y la nobleza que desterró a su sobrino, el rey Cristián II. Tuvo que superar varias insurrecciones populares que se negaban a reconocer su gobierno. Aunque era católico, permitió la libertad de culto y la entrada del luteranismo en sus territorios.

## Duque de Schleswig-Holstein
Hijo preferido de su madre, ésta había quedado en los últimos años de gobierno de Cristián I como gobernante de los ducados de Schleswig y Holstein. En Holstein, los privilegios que Cristián I había otorgado a la región le permitían a los habitantes elegir entre los hijos del rey a su nuevo duque. La reina madre decidió dividir los ducados en dos partes iguales entre sus hijos, concediéndole a Federico el derecho de elegir primero. Federico eligió la parte que incluía el castillo de Gottorp, mientras que el hermano mayor,Juan I de Dinamarca, rey de la Unión de Kalmar, tuvo como sede la ciudad de Bad Segeberg. Según un convenio de Cristián I, los ducados eran inseparables, por lo que oficialmente tanto Federico como Juan fungieron como cogobernantes.
En 1500, convenció a su hermano Juan de emprender la conquista de Dithmarschen. Se logró reunir un gran ejército consistente de tropas no sólo de los ducados, sino también de toda la Unión de Kalmar y de mercenarios alemanes. La expedición fracasó en la batalla de Hammingstedt, donde se perdió un tercio de las tropas ducales.
Al fallecer su hermano en 1513, algunos nobles daneses rechazaron al hijo de este, Cristián y le ofrecieron la corona a Federico, pero finalmente Cristián fue reconocido como rey, después de haber expedido ciertos compromisos que daban a la nobleza y al clero un incremento en sus poderes, al tiempo que reducía el poder del rey. Ese mismo año el rey Cristián fue nombrado duque de Schleswig-Holstein, debiendo Federico compartir el poder.
En 1521 el emperador Carlos V, yerno de Cristian por el matrimonio con Isabel de Austria; nombró a éste duque único de Holstein, provocando un distanciamiento entre el rey danés y el duque Federico. Sin embargo, en agosto de 1522, Cristián se reconcilió con Federico, después de renunciar a sus derechos.
Las reformas, proclives al protestantismo, que impuso Cristián II contra la clase clerical danesa produjo descontentos. Los obispos de Jutlandia y algunos nobles se reunieron en Viborg en marzo de 1523, donde acordaron desterrar al rey y buscar el apoyo del tío de este, el duque Federico. Con ese apoyo, Federico declaró la guerra a Cristián II el 8 de marzo de 1523. Cristián II rehusó combatir a los sublevados, y abandonó el país el 13 de abril del mismo año. Ese mismo día Federico fue nombrado como nuevo rey de Dinamarca, y el 7 de agosto fue coronado.

## Rey de Dinamarca y Noruega
Los primeros años de su gobierno no fueron afortunados. La burguesía y el campesinado aún se mantenían fieles a Cristián II. En 1524 y 1525 estallaron rebeliones en Jutlandia y en la región de Escania. Las ciudades de Malmö y Copenhague, renuentes a reconocer a Federico, fueron reducidas en 1525. Søren Norby, lugarteniente de Cristián en la isla de Gotland, logró reunir un ejército no menor a 8,000 hombres, desembarcó en Escania, y sitió el Castillo de Helsingborg. Federico envió en respuesta a Johan Rantzau, quien derrotó a los rebeldes en Lund y en Bunketofte.
Cristián II, procedente de los Países Bajos, emprendió personalmente una desafortunada expedición militar a Noruega en 1531 que produjo su captura ese mismo año. Aunque Federico le había prometido la libertad condicionada, rompió su promesa y decidió encarcelarlo en el Castillo de Sønderborg el 30 de julio de 1532.
Aunque en su pacto con los obispos había prometido defender la fe católica frente al protestantismo, en realidad permitió la libertad de culto. Una prueba de ello fue la designación como su capellán de Hans Tausen, un destacado predicador luterano, y la educación de su hijo, Cristián, en el luteranismo.
Renunció a reivindicar como parte de su herencia a la Unión de Kalmar (que había incluido el trono de Suecia), una vez que ésta se había disuelto definitivamente con el derrocamiento de Cristián II. Mantuvo una buena relación con el rey Gustavo I de Suecia, así como con la ciudad de Lübeck, ambos enemigos de Cristián II. 
Durante la mayor parte de su reinado Federico residió en el castillo de Gottorp, su residencia ducal, visitando Dinamarca sólo cuando era estrictamente necesario. Nunca visitó Noruega y nunca sería coronado en ese país, por lo que utilizaría el título oficial de rey electo de Noruega. Siendo alemanes sus dos padres, se ha llegado a suponer que nunca aprendió el danés.
Falleció en el castillo de Gottorp el 10 de abril de 1533, a la edad de 61 años. Sus restos fueron trasladados a la Catedral de Schleswig.

## Familia
En 1502, se casó con Ana de Brandeburgo, hija del elector Juan Cicerón. Con ella tuvo dos hijos:
- Cristián (1503-1559), rey de Dinamarca y Noruega.
- Dorotea (1504-1547), duquesa de Prusia, consorte de Alberto I de Prusia.

En 1518, después de fallecida su primera esposa, volvió a casarse, en esta ocasión con Sofía de Pomerania, la hija del duque Bogislao X de Pomerania. La pareja tuvo seis hijos:
- Juan el Joven (1521-1580), duque de Schleswig-Holstein-Haderslev.
- Isabel (1524-1586), casada en primeras nupcias con el duque Magnus III de Mecklemburgo-Schwerin, y en un segundo matrimonio con el duque Ulrico III de Mecklemburgo-Güstrow.
- Adolfo (1526-1586), duque de Schleswig-Holstein-Gottorp y fundador de la Casa de Holstein-Gottorp.
- Ana (1527-1535).
- Dorotea (1528-1575), consorte del duque Cristóbal de Mecklemburgo.
- Federico (1532-1556), obispo de Hildesheim y Schleswig.